# Combretum cuspidatum
Combretum cuspidatum är en tvåhjärtbladig växtart som beskrevs av Jules Émile Planchon och George Bentham. Combretum cuspidatum ingår i släktet Combretum och familjen Combretaceae. Inga underarter finns listade i Catalogue of Life.